# Campionati del mondo di ciclismo su pista - 500 metri a cronometro

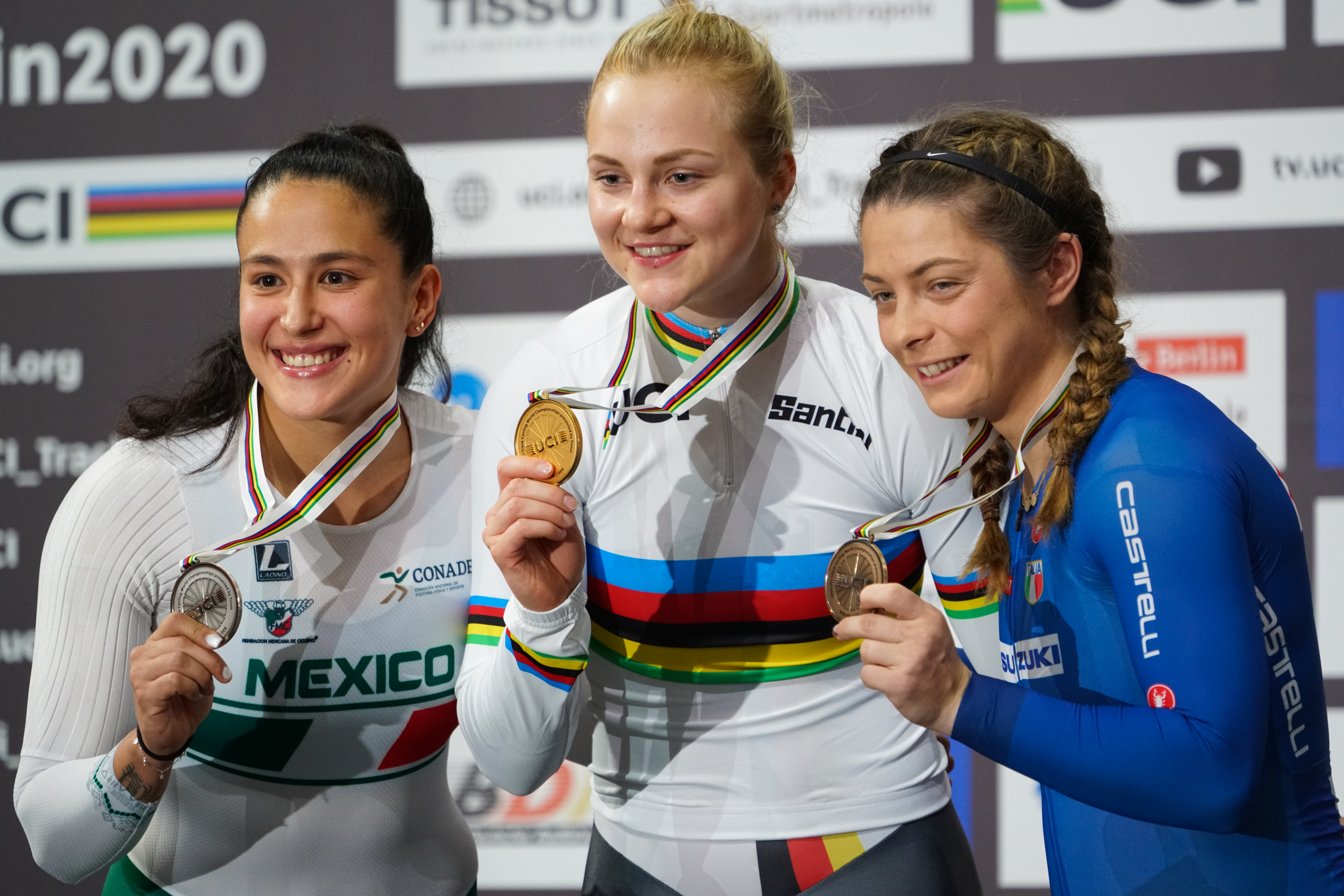
Il podio dell'edizione 2020: da sinistra Jessica Salazar, Lea Friedrich, Miriam Vece

La 500 metri a cronometro è una delle prove inserite nel programma dei campionati del mondo di ciclismo su pista. Prova riservata unicamente alle donne (gli uomini gareggiano sulla distanza del chilometro), si svolge dall'edizione 1995.

## Albo d'oro
Aggiornato all'edizione 2024.
| Anno | Vincitrice               | Seconda            | Terza               |
| ---- | ------------------------ | ------------------ | ------------------- |
| 1995 | Félicia Ballanger        | Galina Enuchina    | Michelle Ferris     |
| 1996 | Félicia Ballanger        | Annett Neumann     | Michelle Ferris     |
| 1997 | Félicia Ballanger        | Michelle Ferris    | Magali Humbert      |
| 1998 | Félicia Ballanger        | Tanya Dubnicoff    | Michelle Ferris     |
| 1999 | Félicia Ballanger        | Jiang Cuihua       | Ulrike Weichelt     |
| 2000 | Natallja Markaŭničenka   | Jiang Cuihua       | Wang Yan            |
| 2001 | Nancy Contreras          | Lori-Ann Muenzer   | Katrin Meinke       |
| 2002 | Natallja Cylinskaja      | Nancy Contreras    | Kerrie Meares       |
| 2003 | Natallja Cylinskaja      | Nancy Contreras    | Jiang Cuihua        |
| 2004 | Anna Meares              | Jiang Yonghua      | Simona Krupeckaitė  |
| 2005 | Natallja Cylinskaja      | Anna Meares        | Yvonne Hijgenaar    |
| 2006 | Natallja Cylinskaja      | Anna Meares        | Lisandra Guerra     |
| 2007 | Anna Meares              | Lisandra Guerra    | Natallja Cylinskaja |
| 2008 | Lisandra Guerra          | Simona Krupeckaitė | Sandie Clair        |
| 2009 | Simona Krupeckaitė       | Anna Meares        | Victoria Pendleton  |
| 2010 | Anna Meares              | Simona Krupeckaitė | Vol'ha Panaryna     |
| 2011 | Vol'ha Panaryna          | Sandie Clair       | Miriam Welte        |
| 2012 | Anna Meares              | Miriam Welte       | Jessica Varnish     |
| 2013 | Lee Wai Sze              | Miriam Welte       | Rebecca James       |
| 2014 | Miriam Welte             | Anna Meares        | Anastasija Vojnova  |
| 2015 | Anastasija Vojnova       | Anna Meares        | Miriam Welte        |
| 2016 | Anastasija Vojnova       | Lee Wai Sze        | Elis Ligtlee        |
| 2017 | Dar'ja Šmelëva           | Miriam Welte       | Anastasija Vojnova  |
| 2018 | Miriam Welte             | Dar'ja Šmelëva     | Elis Ligtlee        |
| 2019 | Dar'ja Šmelëva           | Olena Starikova    | Kaarle McCulloch    |
| 2020 | Lea Friedrich            | Jessica Salazar    | Miriam Vece         |
| 2021 | Lea Friedrich            | Anastasija Vojnova | Dar'ja Šmelëva      |
| 2022 | Taky Marie-Divine Kouamé | Emma Hinze         | Guo Yufang          |
| 2023 | Emma Hinze               | Kristina Clonan    | Lea Friedrich       |
| 2024 | Jana Burlakova           | Sophie Capewell    | Katy Marchant       |

## Medagliere
| Pos.   | Nazione                     | Oro | Argento | Bronzo | Totale |
| ------ | --------------------------- | --- | ------- | ------ | ------ |
| 1      | Francia                     | 6   | 1       | 2      | 9      |
| 2      | Bielorussia                 | 6   | 0       | 2      | 8      |
| 3      | Germania                    | 5   | 5       | 5      | 15     |
| 4      | Australia                   | 4   | 7       | 5      | 16     |
| 5      | Russia                      | 4   | 3       | 3      | 10     |
| 6      | Messico                     | 1   | 3       | 0      | 4      |
| 7      | Lituania                    | 1   | 2       | 1      | 4      |
| 8      | Cuba                        | 1   | 1       | 1      | 3      |
| 9      | Hong Kong                   | 1   | 1       | 0      | 2      |
| 10     | Atleti Neutrali Autorizzati | 1   | 0       | 0      | 1      |
| 11     | Cina                        | 0   | 3       | 3      | 6      |
| 12     | Canada                      | 0   | 2       | 0      | 2      |
| 13     | Gran Bretagna               | 0   | 1       | 4      | 5      |
| 14     | Ucraina                     | 0   | 1       | 0      | 1      |
| 15     | Paesi Bassi                 | 0   | 0       | 3      | 2      |
| 16     | Italia                      | 0   | 0       | 1      | 1      |
| Totale | Totale                      | 30  | 30      | 30     | 87     |

| Pos. | Atleta              | Oro | Argento | Bronzo | Totale |
| ---- | ------------------- | --- | ------- | ------ | ------ |
| 1    | Natallja Cylinskaja | 5   | 0       | 1      | 6      |
| 2    | Félicia Ballanger   | 5   | 0       | 0      | 5      |
| 3    | Anna Meares         | 4   | 5       | 0      | 9      |
| 4    | Miriam Welte        | 2   | 3       | 2      | 7      |
| 5    | Anastasija Vojnova  | 2   | 1       | 2      | 5      |
| 6    | Dar'ja Šmelëva      | 2   | 1       | 1      | 3      |
| 7    | Lea Friedrich       | 2   | 0       | 1      | 3      |
| 8    | Simona Krupeckaitė  | 1   | 2       | 1      | 4      |
| 9    | Nancy Contreras     | 1   | 2       | 0      | 3      |
| 10   | Lisandra Guerra     | 1   | 1       | 1      | 3      |